# Mistrzostwa Polski w Badmintonie 2004
40. Mistrzostwa Polski w badmintonie odbyły się w dniach 30 stycznia-1 lutego 2004 roku w Słupsku.

## Klasyfikacja medalowa
| Konkurencja:            | Złoto:                                                             | Srebro:                                                                      | Brąz: |
| Gra pojedyncza kobiet   | Kamila Augustyn (Piast-B Słupsk)                                   | Nadieżda Kostiuczyk (SKB Suwałki)                                            | Ewa Jarocka (Hubal Białystok) Angelika Węgrzyn (Technik Głubczyce)                                                                    |
| Gra pojedyncza mężczyzn | Przemysław Wacha (Technik Głubczyce)                               | Jacek Niedźwiedzki (SKB Suwałki)                                             | Dariusz Zięba (SKB Suwałki) Rafał Hawel (Technik Głubczyce)                                                                           |
| Gra podwójna kobiet     | Kamila Augustyn (Piast-B Słupsk) Nadieżda Kostiuczyk (SKB Suwałki) | Agnieszka Jaskuła (Piast-B słupsk) Paulina Matusewicz (Piast-B Słupsk)       | Barbara Kulanty (SKB Suwałki) Joanna Szleszyńska (SKB Suwałki) Monika Bieńkowska (Masovia Płock) Dorota Grzejdak (Masovia Płock)      |
| Gra podwójna mężczyzn   | Michał Łogosz (SKB Suwałki) Robert Mateusiak (SKB Suwałki)         | Wojciech Szkudlarczyk (PTS Puszczykowo) Przemysław Wacha (Technik Głubczyce) | Adam Cwalina (Kolejarz Częstochowa) Rafał Hawel (Technik Głubczyce) Jacek Hankiewicz (SKB Suwałki) Damian Pławecki (AZS Kraków)       |
| Gra mieszana            | Robert Mateusiak (SKB Suwałki) Barbara Kulanty (SKB Suwałki)       | Michał Łogosz (SKB Suwałki) Joanna Szleszyńska (SKB Suwałki)                 | Paweł Lenkiewicz (Hubal Białystok) Paulina Matusewicz (Piast-B Słupsk) Damian Pławecki (AZS Kraków) Monika Bieńkowska (Masovia Płock) |